# Alfonso Brescia
Alfonso Brescia (né le 6 janvier 1930 à Rome où il est mort le 6 juin 2001) est un réalisateur et un scénariste italien. 

## Biographie
En tant que réalisateur, Alfonso Brescia utilisait souvent le pseudonyme de Al Bradley. Il a réalisé de nombreux films de science-fiction, des péplums tendant vers la fantasy, des westerns spaghettis, des films de guerre et des néo-polars.

## Filmographie
- 1964 : La Révolte des prétoriens (La rivolta dei pretoriani)
- 1964 : Le Gladiateur magnifique (Il magnifico gladiatore)
- 1965 : Le colt est ma loi (La colt è la mia legge)
- 1965 : Goldocrack à la conquête de l'Atlantide (Il conquistatore di Atlantide)
- 1966 : Missione sabbie roventi
- 1967 : Furie au Missouri (I giorni della violenza)[1]
- 1967 : Calibre 32 (it) (Killer calibro 32)[2]
- 1967 : Un fusil pour deux colts (Voltati... ti uccido)[2]
- 1968 : Tête de pont pour huit implacables  (Testa di sbarco per otto implacabili)[2]
- 1968 : Une charogne est née (Carogne si nasce)
- 1969 : Le Labyrinthe du sexe (it) (Nel labirinto del sesso)
- 1969 : Dans l'enfer des sables (Uccidete Rommel) (crédité comme Al Bradley)
- 1970 : Un joli corps qu'il faut tuer (Il tuo dolce corpo da uccidere)
- 1971 : La Vie sexuelle de Don Juan (Le calde notti di Don Giovanni)[2]
- 1972 : Le Manoir aux filles (Ragazza tutta nuda assassinata nel parco)
- 1972 : Les Nuits érotiques d'une courtisane (Poppea... una prostituta al servizio dell'impero)
- 1973 : Les Amazones font l'amour et la guerre (Le Amazzoni - Donne d'amore e di guerra)[2]
- 1973 : La Vie érotique d'Hélène de Troie (Elena sì... ma di Troia)
- 1974 : L'eredità dello zio buonanima (it)
- 1974 : Croc-Blanc et les Chercheurs d'or (La spacconata)
- 1975 : Croc-Blanc et le Chasseur solitaire (Zanna Bianca e il cacciatore solitario)
- 1975 : Supermen contre les Amazones (Superuomini, superdonne, superbotte)
- 1976 : Amori, letti e tradimenti (it)[2]
- 1976 : L'Adolescente (L'adolescente)
- 1976 : Frittata all'italiana (it)
- 1976 : Pour un dollar d'argent (Sangue di sbirro)
- 1977 : Anno zero - Guerra nello spazio[2]
- 1978 : La Bataille des étoiles (Cosmo 2000 - Battaglie negli spazi stellari)[2]
- 1978 : Napoli... serenata calibro 9 (it)
- 1978 : Le Dernier Voyou (it) (L'ultimo guappo)
- 1978 : La Guerre des robots (La guerra dei robot)[2]
- 1979 : Sette uomini d'oro nello spazio[2]
- 1979 : Il mammasantissima (it)
- 1979 : Les Contrebandiers de Santa Lucia (I contrabbandieri di Santa Lucia)
- 1979 : Napoli... la camorra sfida, la città risponde
- 1979 : Lo scugnizzo (it)
- 1980 : Zappatore (it)
- 1980 : La bestia nello spazio
- 1980 : La tua vita per mio figlio (it)
- 1981 : Carcerato (it)
- 1981 : Napoli, Palermo, New York - Il triangolo della camorra (it)
- 1982 : I figli... so' pezzi 'e core (it)
- 1982 : Giuramento (it)
- 1982 : Tradimento (it)
- 1983 : Laura... a 16 anni mi dicesti sì (it)
- 1987 : Ator, le Guerrier de fer (Iron Warrior)
- 1988 : Fuoco incrociato
- 1989 : I poliziotti di Miami
- 1989 : La Poursuite infernale (Sapore di morte)
- 1991 : Omicidio a luci blu (it)[2]
- 1995 : Club vacanze (it)